# Amathuxidia philippina
Amathuxidia philippina är en fjärilsart som beskrevs av Moore 1895. Amathuxidia philippina ingår i släktet Amathuxidia och familjen praktfjärilar. Inga underarter finns listade i Catalogue of Life.